# Иван Берберов
Иван Димитров (Димов) Берберов е български търговец и революционер, деец на Вътрешната македоно-одринска революционна организация.

## Биография
Иван Берберов е роден в Малко Търново, тогава в Османската империя, в родолюбиво семейство. Сестра му Калица Берберова също взима дейно участие в националноосвободителните борби на българите. Иван Берберов се занимава с търговия и пътува често до Одрин, Лозенград и Цариград. Отваря кръчма в родното си градче, която е и бакалница, и бръснарница. Влиза във ВМОРО и е член на Малкотърновския таен революционен комитет. Взима дейно участие в подготовката и самото Илинденско-Преображенско въстание, а след потушаването на въстанието като ръководител е осъден на седем години затвор, но е освободен след година и осем месеца.
След Младотурската революция в 1908 година става деец на Съюза на българските конституционни клубове и е избран за делегат на неговия Учредителен конгрес от Малко Търново.